# Свадьба в Малиновке (фильм)
«Сва́дьба в Мали́новке» — советская музыкальная комедия Андрея Тутышкина и экранизация одноимённой оперетты народного артиста СССР Бориса Александрова. Занял второе место проката в 1967 году и пятое в общем списке лидеров советского кинопроката (74,6 млн зрителей).

## Сюжет
Село Малиновка в годы Гражданской войны живёт от одной перемены власти до другой. Тяготы войны ничуть не мешают любви пастуха Андрейки и Яринки — дочери революционера, сосланного в Сибирь ещё при царе. В тихую деревню является банда «идейного атамана» и местного уроженца Грициана Таврического. Атаман задумал по обычаю того времени учредить в Малиновке «самостийную державу»; государственное строительство начинается, само собой, с грабежа и насилия. На глаза Грициану попадается Яринка, и он угрозами пытается добиться от неё согласия на свадьбу.
Испуганная Яринка убегает в лес, где встречает небольшой отряд красных конников-котовцев, посланный на разведку. Она взывает о помощи, и командир отряда Назар Дума разрабатывает план по разгрому численно превосходящего противника. Но для этого девушка должна притвориться и сыграть свадьбу с атаманом.
Красноармейцы задержали и разоблачили врангелевского офицера Чечеля — он пробирался к Грициану, чтобы установить связь с бандой. Под видом Чечеля на свадьбу является сам Назар Дума. По его замыслу красный отряд должен захватить банду врасплох, когда все основательно захмелеют; а блестящий штабс-капитан пока произносит патетические тосты, поражает публику великосветскими манерами и, между делом, выводит из строя бандитские пулемёты.
Пора начинать атаку, но условный сигнал запаздывает. Грициан домогается Ярины, врангелевский посланец уже вызывает у него подозрения, и поэтому Назару приходится одному вступить в бой. В критический момент приходит помощь, и бандиты терпят позорное поражение: с одной стороны их бьют конники Назара Думы, а с другой — малиновский женский «гарнизон» под командованием Яшки-артиллериста. Наутро после этой «свадьбы» Назар Дума, который на самом деле приходится Яринке отцом, благословляет дочь и Андрейку.

## В ролях
- Владимир Самойлов — Назар Васильевич Дума, командир отряда красных кавалеристов (вокал — Игорь Наволошников)
- Людмила Алфимова — Софья Михайловна Дума, жена Назара (вокал — Валентина Левко)
- Валентина Николаенко — Яринка, дочь Назара и Софьи (вокал — Галина Ковалёва)
- Евгений Лебедев — дед Нечипор, малиновский староста
- Зоя Фёдорова — Горпина Дормидонтовна (она же Гапуся), жена Нечипора
- Гелий Сысоев — Андрейка, пастух и возлюбленный Яринки (вокал — Михаил Егоров)
- Михаил Пуговкин — Яков Александрович Бойко (он же Яшка), артиллерист, вернувшийся из австрийского плена
- Николай Сличенко — Петря Бессарабец, красный конник и помощник Назара Думы
- Андрей Абрикосов — Балясный, местный кулак
- Григорий Абрикосов — Грициан Таврический, атаман бандитов, сын Балясного
- Михаил Водяной — Попандопуло, адъютант Грициана
- Тамара Носова — Комариха, возлюбленная Яшки
- Эмилия Трейвас — Трындычиха, соседка Гапуси
- Алексей Смирнов — бандит Сметана
- Маргарита Криницына — бандитка Рыжая
- Любовь Тищенко — селянка
- Вячеслав Воронин — штабс-капитан Чечель

В фильме снимались артисты ансамбля народного танца «Жок».

## Съёмочная группа
- Автор сценария — Леонид Юхвид
- Режиссёр-постановщик — Андрей Тутышкин
- Оператор-постановщик — Вячеслав Фастович
- Художник-постановщик — Семён Малкин
- Композитор — Борис Александров
- Звукооператор — Григорий Эльберт
- Балетмейстер — Галина Шаховская
- Монтаж — Мария Пэн
- Редактор — Исаак Гликман
- Художник по костюмам — Марина Азизян
- Директор картины — Г. Диденко

## Награды
- Всесоюзный кинофестиваль 1968 года в Ленинграде — приз «За лучший комедийный ансамбль» в фильме «Свадьба в Малиновке» получили актёры Зоя Фёдорова, Владимир Самойлов, Михаил Водяной, Михаил Пуговкин[3].

## Технические данные
- Цветной
- Широкоформатный (70 мм)
- В оригинальной широкоформатной версии 6-канальная стереофоническая фонограмма. В широкоэкранной версии — одноканальная монофоническая.
- Для DVD был сделан ремастеринг звукового сопровождения по стандартам Dolby Digital 1.0 (моно), Dolby Digital 5.1.
- На лицензионном DVD фильм выпустила фирма «CP Digital».

## Съёмки
- Отца атамана Грициана Таврического (Григорий Абрикосов) сыграл настоящий отец Григория Андрей Абрикосов.
- Съёмки проводили в нескольких сёлах Лубенского района Полтавской области (основные съёмки проходили в селе Пески). Графскую усадьбу снимали в селе Хорошки, ветряная мельница и другие сцены в селе Мацковцы. Павильонные съёмки — на «Ленфильме». А натуру уже снимали в селе Малиновка, только по одним данным, это Малиновка Чугуевского района Харьковской области[4], а по другим, Малиновка в Глобинском районе Полтавской области[5].
- В июле 2013 года в селе Малиновка (Харьковская область) был установлен памятник герою фильма адъютанту Попандопуло[6].